# Puy-d'Arnac
Puy-d'Arnac é uma comuna francesa na região administrativa da Nova Aquitânia, no departamento de Corrèze. Estende-se por uma área de 12,27 km². Em 2010 a comuna tinha 292 habitantes (densidade: 23,8 hab./km²).